# フオンケー県

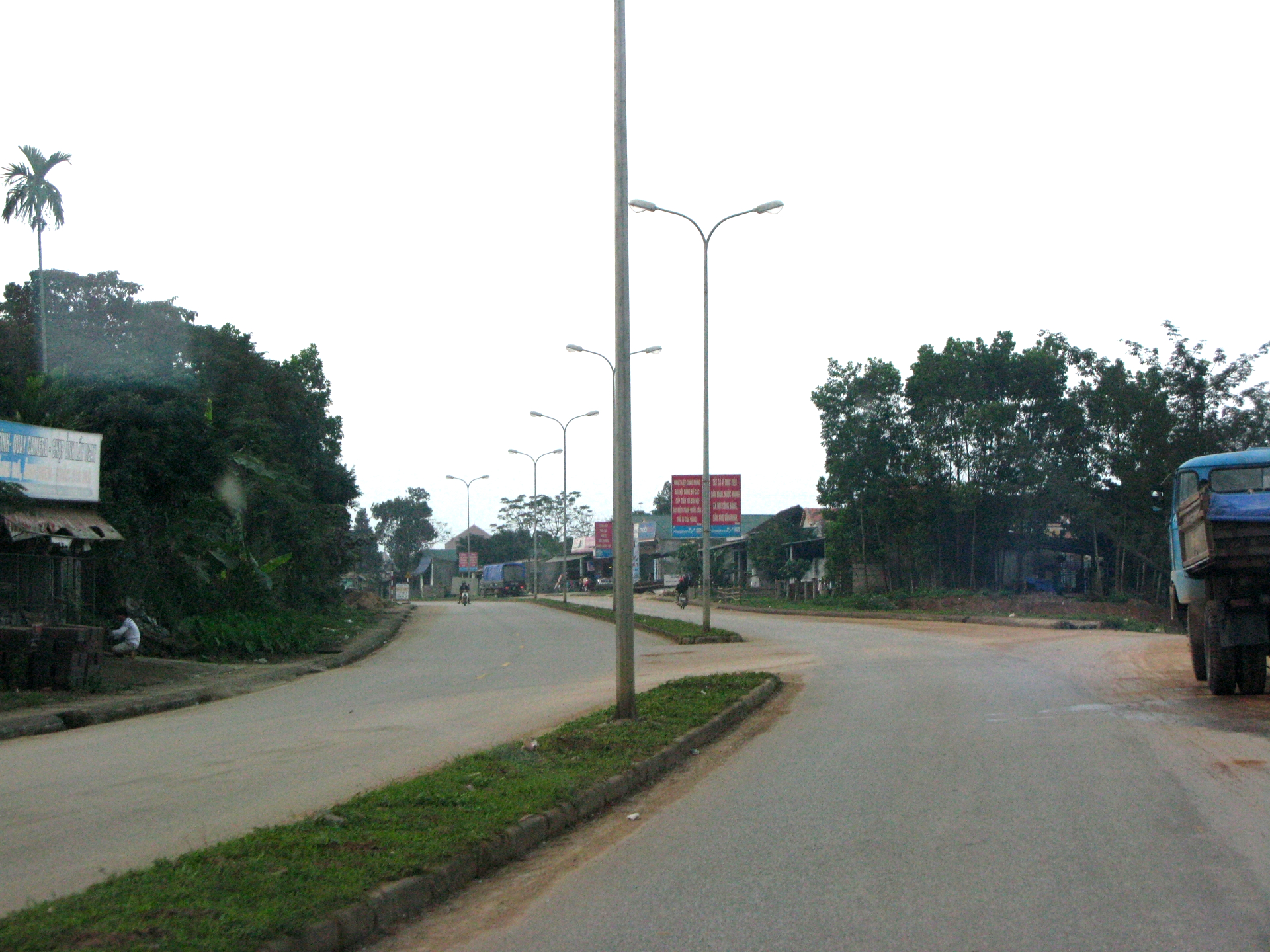
町の道

フオンケー県（フオンケーけん、ベトナム語：Huyện Hương Khê / 縣香溪? ）は、ベトナム社会主義共和国ハティン省の県である。面積は1,278.09 km²、人口は107,996人（2009年）である。

## 行政区画
1市鎮20社を管轄する。